# Hội đồng Quân Dân Việt Nam Cộng hòa
Hội đồng Quân Dân (có tài liệu gọi là Hội đồng Dân Quân) là cơ quan tư vấn được thành lập tại Việt Nam Cộng hòa trong một khoảng thời gian tương đối ngắn từ năm 1966 đến năm 1967. Hội đồng này đóng vai trò quan trọng trong giai đoạn chuyển tiếp chính trị từ chính quyền quân sự sang chính quyền dân sự của nền Đệ Nhị Cộng hòa. 

## Lịch sử
Sau đảo chính năm 1963 lật đổ nền Đệ Nhất Cộng hòa, miền Nam đã phải trải qua giai đoạn bất ổn chính trị với nhiều cuộc chính biến liên tiếp và sự thay đổi lãnh đạo thường xuyên. Đến giữa năm 1965, vì chính quyền dân sự của bác sĩ Phan Huy Quát không giải quyết nổi bất đồng nội bộ nên đã tuyên bố tổng từ chức. Sau đó, nhóm chính khách dân sự đã họp chung với bên quân đội rồi cả hai đi đến quyết định thành lập chính quyền quân sự dưới sự lãnh đạo của Ủy ban Lãnh đạo Quốc gia (gồm các tướng lĩnh cao cấp do Nguyễn Văn Thiệu đứng đầu) và Ủy ban Hành pháp Trung ương (nội các chiến tranh do Nguyễn Cao Kỳ đứng đầu). 
Tuy nhiên, chính quyền quân sự này phải đối mặt với áp lực lớn từ nhiều phía như phong trào đấu tranh đòi dân chủ hóa, đặc biệt là Biến động Miền Trung năm 1966 do lực lượng Phật giáo và sinh viên dẫn đầu, đòi hỏi phải chấm dứt tình trạng quân quản và tiến hành bầu cử dân sự. Ngoài ra, phía Mỹ cũng liên tục thúc giục chính quyền Việt Nam Cộng hòa phải nhanh chóng chuyển giao quyền lực cho một chính phủ dân cử hợp hiến để tăng cường tính chính danh và ổn định chính trị. Trong bối cảnh đó, việc thành lập một cơ quan có sự tham gia của các thành phần dân sự là một bước đi cần thiết của chính quyền quân sự nhằm xoa dịu tình hình và chuẩn bị cho một cuộc chuyển đổi. Trước tiên, chính quyền quân sự cho tổ chức Đại hội Dân Quân toàn quốc vào thượng tuần tháng 5 năm 1966. Chính trong Đại hội này, Ủy ban Lãnh đạo Quốc gia đã công bố quyết định nới rộng thành phần Ủy ban Lãnh đạo Quốc gia và thiết lập một Hội đồng Quân Dân bên cạnh Ủy ban Hành pháp Trung ương.
Hội đồng Quân Dân chính thức thành lập vào ngày 15 tháng 6 năm 1966 dựa theo Sắc lệnh ngày 10 tháng 6 năm 1966. Cơ quan này không có quyền hành pháp hay lập pháp trực tiếp, mà chủ yếu là một cơ chế tham vấn và phối hợp trong giai đoạn chuyển tiếp. Sau đó, bản hiến pháp mới được ban hành vào ngày 1 tháng 4 năm 1967, tiếp theo là cuộc tuyển cử dẫn đến sự ra đời chính thức của nền Đệ Nhị Cộng hòa. Khi các cơ quan lập pháp và hành pháp dân cử được thiết lập, cũng là lúc vai trò tham vấn và cầu nối của cơ quan này không còn cần thiết nữa nên đã giải thể theo Sắc luật 045/67. Ít lâu sau, Hội đồng Quân Dân làm lễ mãn nhiệm tại Dinh Độc Lập vào ngày 30 tháng 10 năm 1967.

## Chức năng
Hội đồng Quân Dân được thành lập với vai trò chủ yếu là một cơ quan tư vấn cho Ủy ban Hành pháp Trung ương. Chức năng chính của Hội đồng này như sau:
- Tham vấn chính sách: Cung cấp ý kiến và cố vấn cho Ủy ban Hành pháp Trung ương về các vấn đề dân sự, xã hội, kinh tế, và các chính sách phát triển quốc gia.
- Cầu nối quân – dân: Tạo ra một diễn đàn để các giới dân sự, tôn giáo, chính trị, và các đoàn thể có thể trình bày quan điểm và hợp tác với chính quyền quân sự, qua đó giảm bớt căng thẳng và xây dựng sự đồng thuận.
- Chuẩn bị cho dân chủ hóa: Đóng vai trò là một bước đệm quan trọng trong lộ trình hướng tới việc thiết lập một thể chế dân chủ hợp hiến. Điều này bao gồm việc chuẩn bị cho việc soạn thảo Hiến pháp mới và tổ chức các cuộc bầu cử.

## Thành phần
Thành phần của Hội đồng Quân Dân bao gồm:
- Đại diện quân sự: Một số tướng lĩnh và sĩ quan cao cấp của Quân lực Việt Nam Cộng hòa.
- Đại diện dân sự: Giới nhân sĩ, trí thức, đại diện các tôn giáo (như Phật giáo, Công giáo, Cao Đài, Hòa Hảo), các đoàn thể dân sự, nghiệp đoàn, và một số chính khách không thuộc diện đối lập gay gắt với chính quyền.